# Szyfr monoalfabetyczny
Szyfr monoalfabetyczny to szyfr, w którym jednej literze alfabetu tajnego odpowiada dokładnie jedna litera alfabetu jawnego.
Praktycznie nie zapewnia bezpieczeństwa, ponieważ łatwo jest go złamać w bardzo krótkim czasie, nawet nie używając komputera czy innego urządzenia.

Np.:
{\displaystyle f(a)=(a+k)\ {\textrm {mod}}\ n}
a – szyfrowana litera
k – klucz
n – liczba liter w alfabecie

Metodą łamania takiego szyfru jest:
- w przypadku znanego choćby małego fragmentu tekstu jawnego z powtarzającymi się znakami – umiejscowienie go w tekście tajnym poprzez poszukiwanie podobnych wzorców, np. jeśli występuje słowo „baobab”, szukamy ciągu liter (xb, xa, xo, xb, xa, xb), czyli takiego, gdzie na pierwszym, czwartym i szóstym miejscu występuje ten sam znak, na drugim i piątym również ten sam znak, ale inny od tamtych, a jeszcze inny znak na trzecim miejscu.
- w ogólniejszym przypadku należy policzyć rozkład statystyczny znaków w zaszyfrowanym tekście i porównać z rozkładem w dowolnym tekście jawnym z tego samego języka (najlepiej, choć niekoniecznie, tego samego autora na podobny temat). Przy dłuższym tekście tajnym pozwala to na idealne rozszyfrowanie.